# Almansa-slottet
Almansa-slottet er et slot i Almansa, Spanien. Det blev udnævnt til national kulturværdi i 1921.
38°52′17″N 1°5′36″V / 38.87139°N 1.09333°V